# Chery Arrizo 5
Chery Arrizo 5 — переднеприводной пятиместный седан класса C. Пришёл на смену автомобилю Chery E5. Вытеснен с конвейера моделью Kaiyi E5.

## История
Концепт-кар автомобиля Chery Arrizo 5 был представлен в 2014 году в Пекине под названием Chery Concept Alpha. В 2015 году в Шанхае был представлен концепт-кар Chery Alpha 5.
Автомобиль оснащается двигателем внутреннего сгорания E4G15C объёмом 1,5 литра, мощностью 116 л. с. и крутящим моментом 148 Н*м. С 2015 года автомобиль Chery Arrizo 5 оснащается двигателями внутреннего сгорания E4G16C объёмом 1,6 литра и E4T15B объёмом 1,5 литра.
С 2019 по 2020 год автомобиль производился под названием Chery Arrizo EX. В 2021 году автомобиль прошёл рестайлинг. Также существуют спортивный автомобиль Chery Arrizo 5 Sport и электромобиль Chery Arrizo 5e. 

### Sinogold Junxing
Вариант с новым брендом под названием Junxing (骏行) производится под брендом Sinogold с 2022 года после поглощения бренда Sinogold компанией Chery из-за предыдущих низких продаж и высокого долга Sinogold.   Модель была зарегистрирована для производства в декабре 2021 года под кодовым названием SGA7000BEV3, используемым для варианта Sinogold.   Сообщалось, что он будет производиться с февраля с выходной мощностью 120 кВт. 

## Галерея

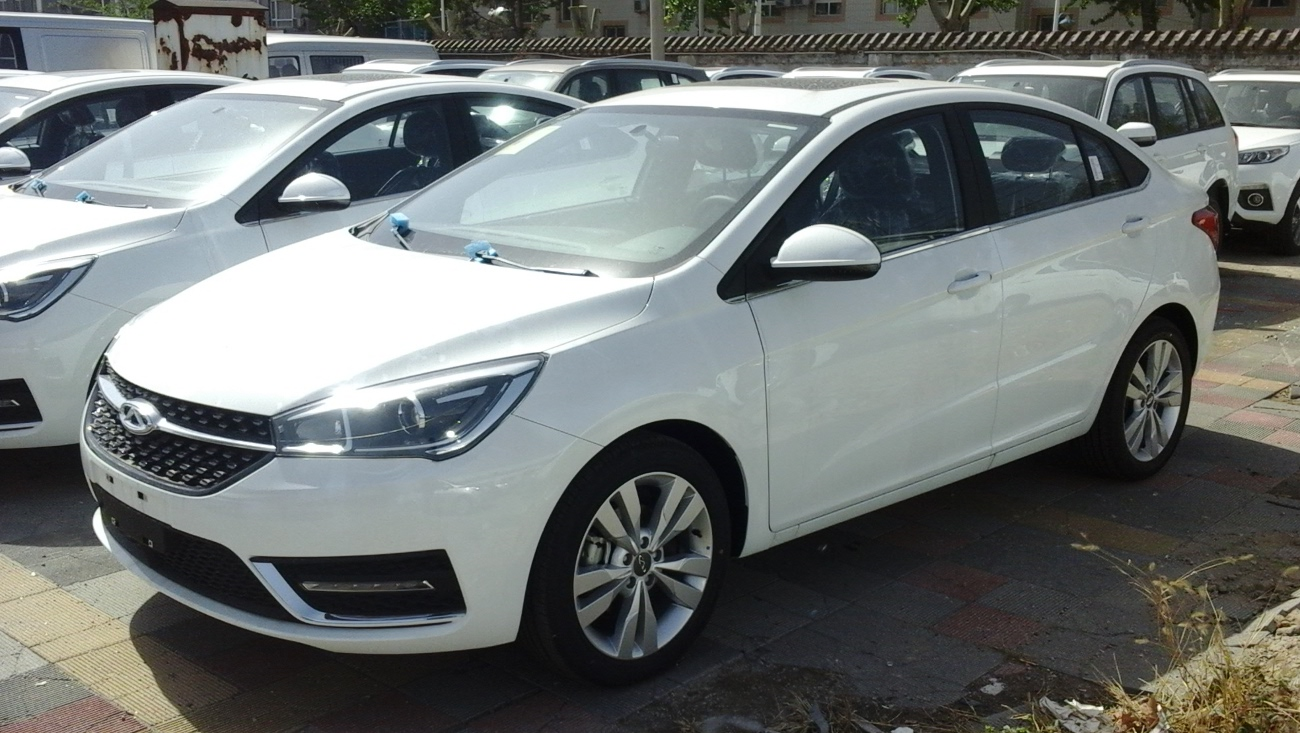
Chery Arrizo 5
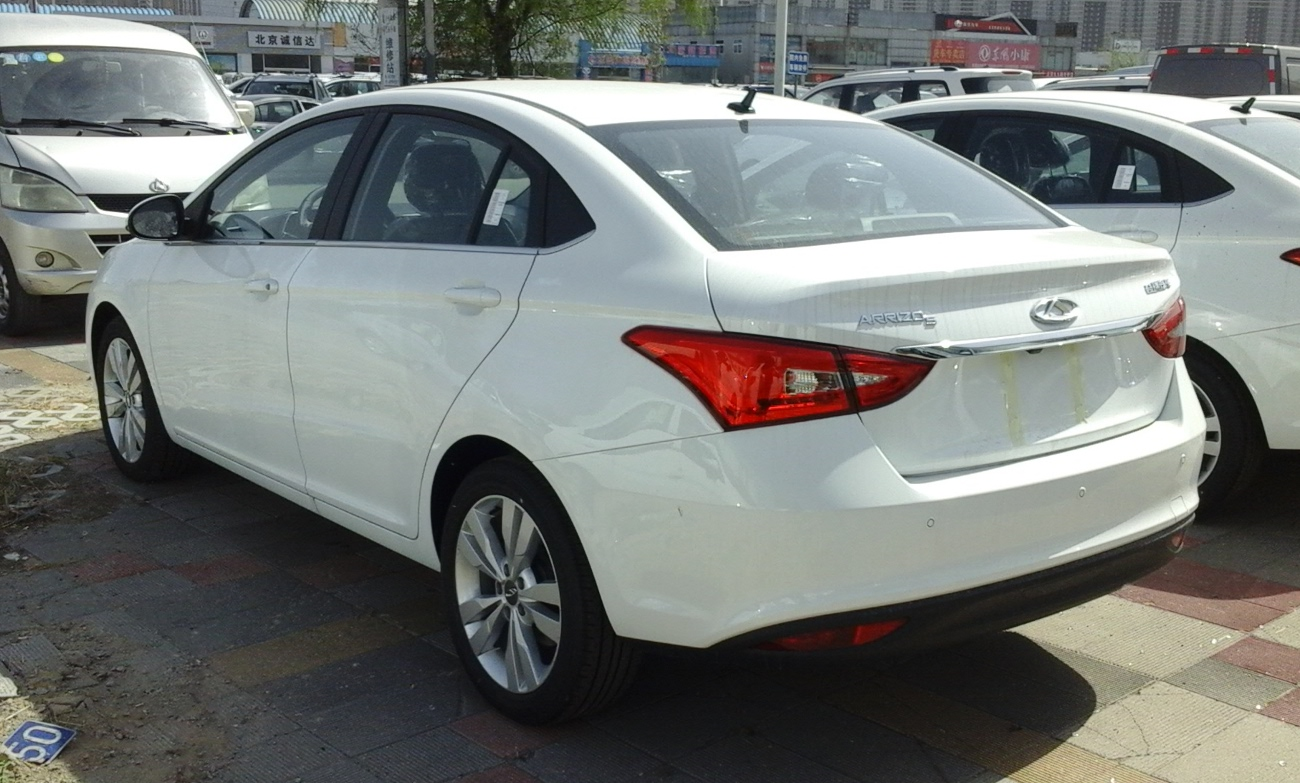
Chery Arrizo 5
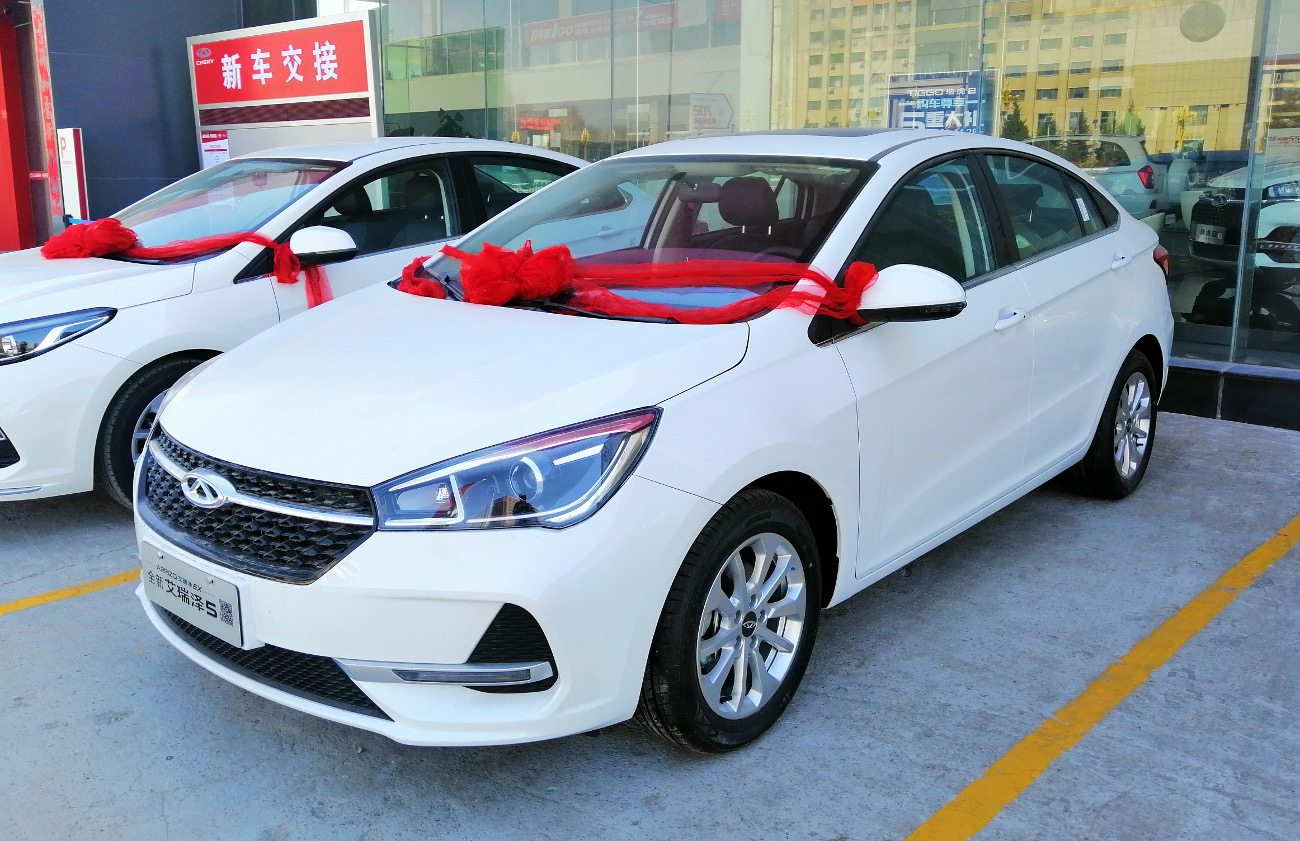
Chery Arrizo EX
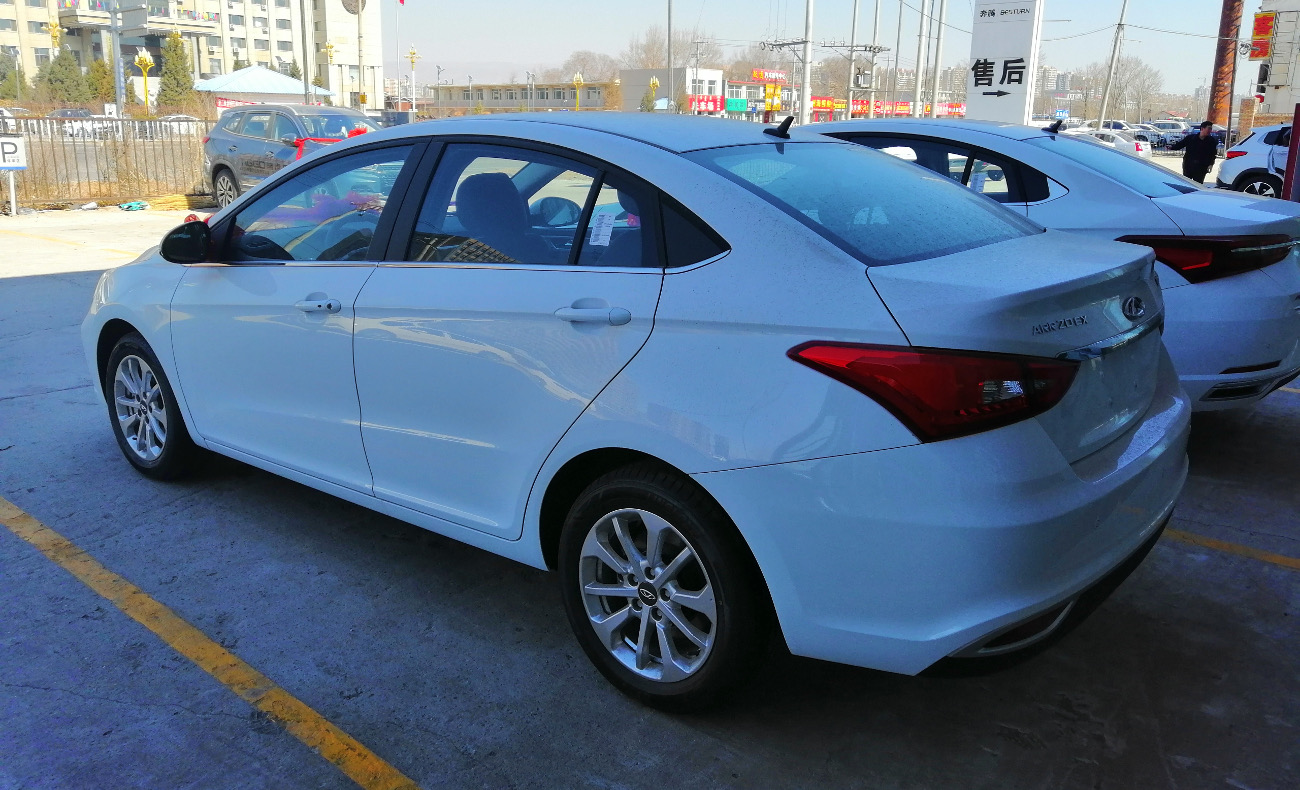
Chery Arrizo EX
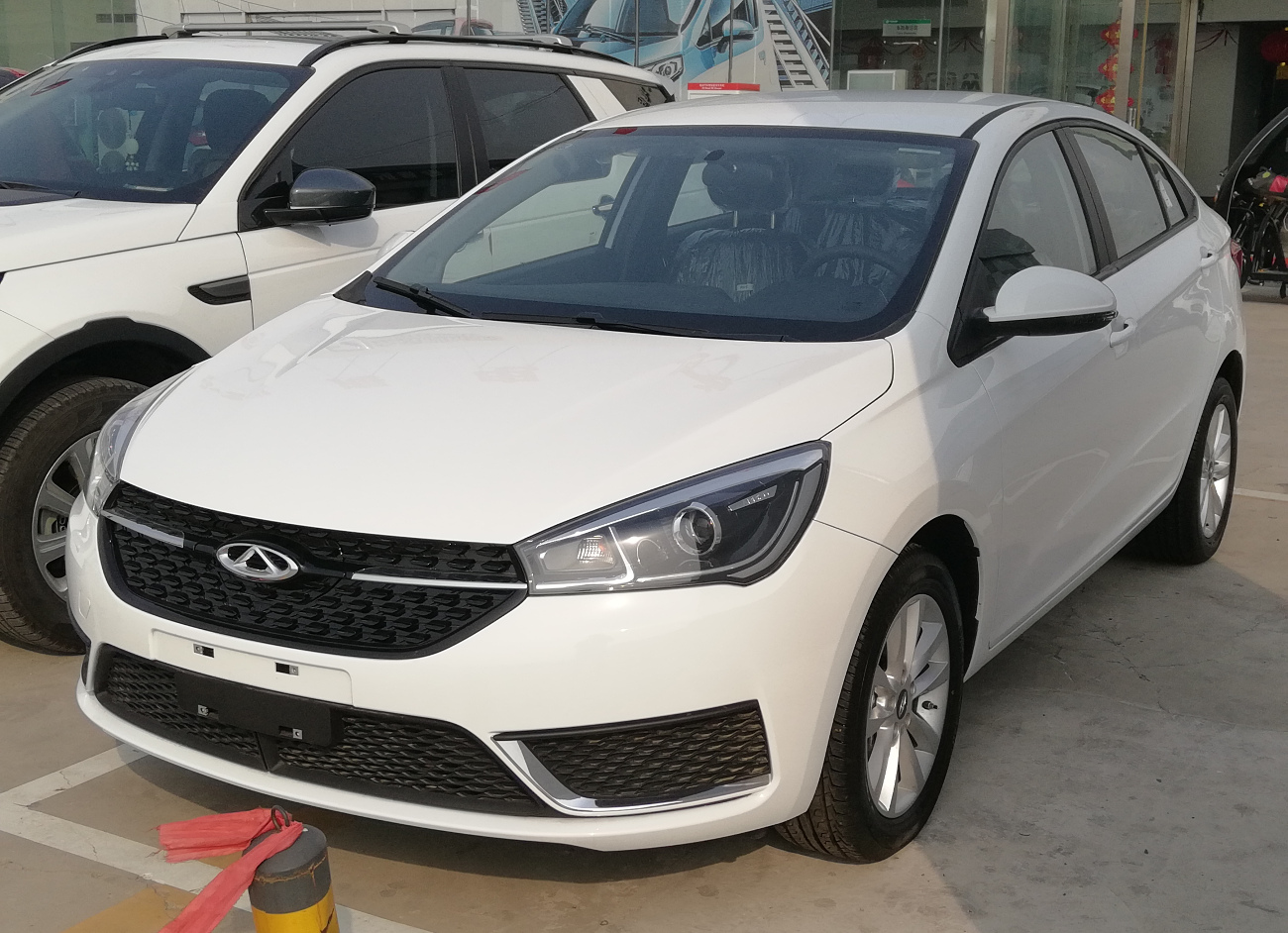
Chery Arrizo 5e
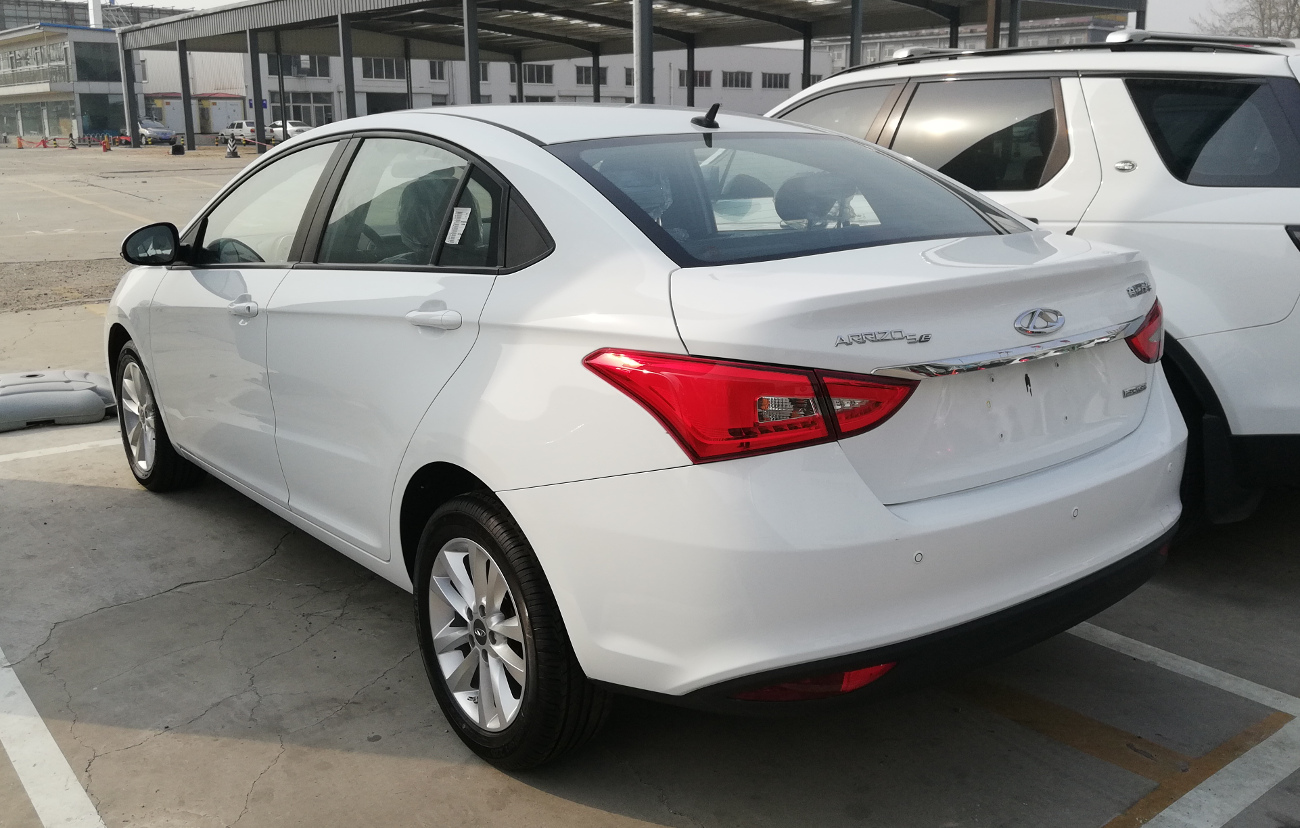
Chery Arrizo 5e
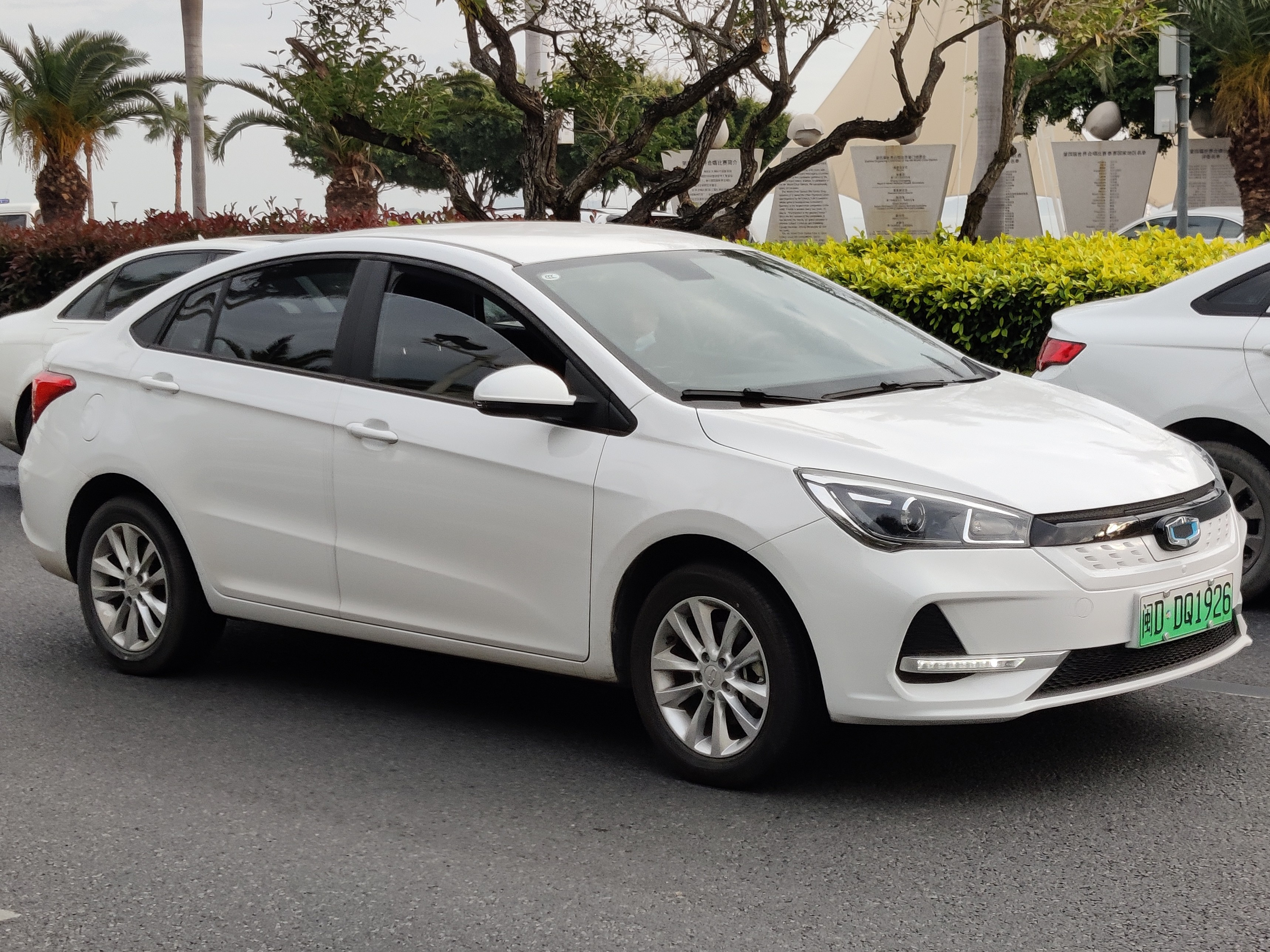
Sinogold Junxing
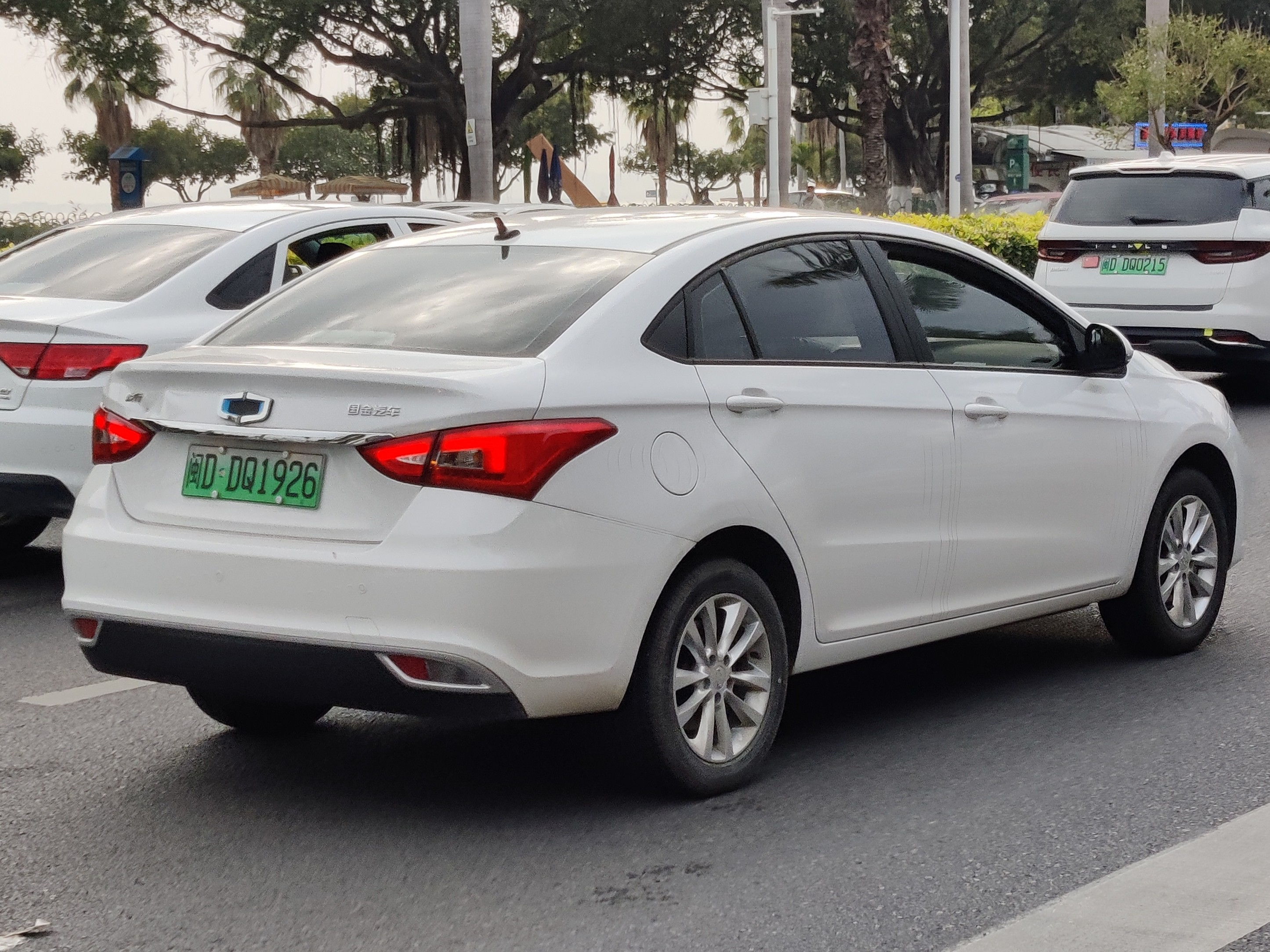
Sinogold Junxing